# جيروم تايلور
جيروم تايلور (22 يونيو 1984 في جامايكا - ) هو لاعب كريكت هندي. شارك مع منتخب الهند الغربية للكريكت ومنتخب جامايكا الوطني للكريكت. أما مع النوادي، فقد لعب مع مومباي إنديانز ونادي مقاطعة ليسترشاير للكريكت ‏ ونادي مقاطعة ساسكس للكركيت ‏ وPune Warriors India ‏ وHobart Hurricanes ‏.

## وصلات خارجية
- جيروم تايلور على موقع إي آس بي آن كريك إنفو (الإنجليزية)